# 王卓淇
王卓淇（英語：Erin Wong Cheuk Kay，1991年6月26日—），香港女演員和歌手，曾活躍香港娛樂圈，《2014年度香港小姐競選》亞軍，亦為前無綫電視經理人合約藝員，現今已轉移到中國內地發展。

## 簡歷
王卓淇生於廣州越秀區，父親是護膚品生產商，在東莞開設大型廠房，家人在海外有不少物業投資，被指是無綫富家小花之一。王卓淇小學於廣州市越秀區東風東路小學畢業、高中於廣州市第四中學畢業，曾就讀於廣東外語外貿大學南國商學院國際經濟與貿易系，其後赴英留學並於西英格蘭大學修讀一年制本科課程，完成學士學位後往英國薩里大學修讀國際商業管理碩士學位。父親在中國內地經營護膚品生意。
2011年，王卓淇参加中華小姐環球大賽競選，入圍18强。2014年，她在2014年度香港小姐競選獲得亞軍，並代表香港參加在倫敦舉行的世界小姐競選。2015年1月，王卓淇入讀黃秋生×甄詠蓓大師班，並於2016年底入讀為期3個月的演藝進修班。2017年，她在無綫電視劇《全職沒女》中首度分飾「范泰晞」及「蔡小柔」兩個角色而受到注目。2020年，她在無綫電視劇《那些我愛過的人》中飾演残疾和癌症病人龚芊芊。王卓淇曾為無綫電視監製梁材遠的常用演員。2021年，王卓淇離巢無綫電視，最後一部劇集為《逆天奇案》。她於2022年離巢後並移居中國內地發展成為抖音平台上的歌手；雖然當中翻唱了許多粵語歌例如張天賦的《反對無效》，但是被網民批評走音。
現時，王卓淇定居於中國內地。

## 演出作品

### 電視劇（無綫電視）
| 年份   | 劇名             | 角色             |
| 2016年 | 愛情食物鏈       | 魯佳麒           |
| 2016年 | 幕後玩家         | Model            |
| 2017年 | 我瞞結婚了       | 紀可愛           |
| 2017年 | 全職沒女         | 范泰晞 ／ 蔡小柔 |
| 2018年 | 果欄中的江湖大嫂 | 簡詠珊           |
| 2018年 | 宮心計2深宮計    | 趙秋葵           |
| 2019年 | 十二傳說         | 鄭曉盈 ／ 許學彤 |
| 2019年 | 街坊財爺         | 玲               |
| 2020年 | 機場特警         | Fiona            |
| 2020年 | 那些我愛過的人   | 龔芊芊           |
| 2021年 | 愛美麗狂想曲     | 伴娘             |
| 2021年 | 逆天奇案         | Lucia            |

### 電視劇（邵氏兄弟）
| 年份   | 劇名           | 角色 |
| 2019年 | 飛虎之雷霆極戰 | 德   |

### 電影
| 年份   | 電影名       | 角色 |
| 2020年 | 我的筍盤男友 | Kay  |
| 2022年 | 致命24小時   |      |

### 主持節目（無綫電視）
- 2015年 J2《安樂蝸》

### 曾參與的節目
2014年
- 2014香港小姐預戰沖繩
- 2014香港小姐競選準決賽
- 今日VIP
- 2014香港小姐競選決賽
- 香港小姐傳奇誕生
- 星光熠熠耀保良
- 創新經典 TVB邁向48年台慶亮燈
- TVB創新經典節目巡禮2015
- 放學ICU
- 都市閒情

2015年
- Think Big 大明星
- 羊羊得意過羊年
- 全城躍動 第五屆全港運動會開幕典禮
- 甜心先生
- Think Big 天地

2017年
- 瘋狂夏水禮2017
- 最緊要好好玩 消暑版
- 終極街頭魔法王
- Godlike Girls傳說女神育成計劃

2018年
- 美女廚房

## 曾獲獎項與提名
| 年份   | 獎項                                  | 結果 |
| 2014年 | 2014香港小姐競選 亞軍                 | 獲獎 |
| 2014年 | 2014年度香港小姐競選 最佳星級化裝師獎 | 獲獎 |

## 外部連結
- 王卓淇的新浪微博
- 王卓淇的Instagram帳戶
- 王卓淇fans club的Instagram帳戶
- 王卓淇 Erin Wong的Facebook專頁
- Miss World - Hong Kong China的Facebook專頁
- 王卓淇在香港影庫上的簡介

| 前任： 蔡思貝 | 香港小姐競選亞軍 2014年 | 繼任： 龐卓欣 |